# Lappula transalaica
Lappula transalaica là loài thực vật có hoa trong họ Mồ hôi. Loài này được (B. Fedtsch. ex Popov) Nabiev mô tả khoa học đầu tiên năm 1986.